# Иорданско-мексиканские отношения
Иорданско-мексиканские отношения — двусторонние дипломатические отношения между Иорданией и Мексикой.

## История
9 июля 1975 года между странами были установлены дипломатические отношения. С 10 по 13 августа 1975 года президент Мексики Луис Эчеверриа находился с государственным визитом в Иордании, где обсудил с королём Иордании Хусейном ибном Талалом вопрос об углублении экономических и торговых отношений между странами, а также существующие проблемы на Среднем Востоке, актуальные в то время.
В июне 2000 года министр иностранных дел Мексики Росарио Грин посетил с официальным визитом Иорданию. В сентябре 2000 года президент Мексики Эрнесто Седильо встретился с королем Иордании Абдаллой II во время Генеральной сессии Организации Объединённых Наций в Нью-Йорке. В марте 2002 года король Абдалла II ибн Хусейн посетил мексиканский город Монтеррей для участия в саммите Международной конференции по финансированию развития, где провёл переговоры с президентом Мексики Висенте Фоксом. В феврале 2014 года король Абдалла II ибн Хусейн осуществил второй визит в Мексику для встречи с президентом Энрике Пенья Ньето. Во время визита были подписаны меморандумы о расширении сотрудничества в сфере образования и культурного обмена, расширения технических и двусторонних отношений, а также было рассмотрено соглашение о свободной торговле.
В июле 2014 года министр иностранных дел Мексики Хосе Антонио Мид осуществил визит в Иорданию, где провёл переговоры о возможности подписания соглашения о свободной торговле. Он заявил, что Мексика откроет посольство в столице Иордании. Министр иностранных дел Хосе Антонио Мид также посетил лагерь сирийских беженцев Заатари, чтобы посмотреть на гуманитарный кризис, с которым сталкиваются беженцы. В 2015 году Иордания и Мексика открыли посольства в столицах друг друга.
В 2015 году Иордания и Мексика отметили 40-летие со дня установления дипломатических отношений.

## Двусторонние соглашения
Между странами подписано несколько двусторонних соглашений, таких как: Меморандум о взаимопонимании между секретариатом туризма Мексики и министерством туризма и древностей Иордании; Соглашение о техническом сотрудничестве; Соглашение о сотрудничестве в сфере образования и культуры; Меморандум о взаимопонимании по созданию механизма консультаций по вопросам, представляющим взаимный интерес, и Меморандум о взаимопонимании и сотрудничестве между дипломатическими институтами обеих стран.

## Торговля
В 2017 году объём товарооборота между странами составил сумму 48,5 млн. долларов США. Экспорт Иордании в Мексику: электронные компоненты, фосфаты и другие полезные ископаемые. Экспорт Мексики в Иорданию: антибиотики, грузовики и другие транспортные средства. Иордания является 95-м крупнейшим торговым партнером Мексики в мире. В 2014 году обе страны начали переговоры о подписании соглашения о свободной торговле.

## Дипломатические представительства
- У Иордании есть посольство в Мехико[12].
- У Мексики имеется посольство в Аммане[13].